# Folligny
Folligny ist eine französische Gemeinde mit 1.109 Einwohnern (Stand: 1. Januar 2022) im Département Manche in der Region Normandie. Sie gehört zum Arrondissement Avranches und zum Kanton Bréhal. Die Einwohner werden Follignais genannt.

## Geographie
Folligny liegt etwa 17 Kilometer nordnordwestlich von Avranches. Der Thar begrenzt die Gemeinde im Süden. Umgeben wird Folligny von den Nachbargemeinden Saint-Sauveur-la-Pommeraye und La Meurdraquière im Norden, Équilly im Osten und Nordosten, Hocquigny im Osten und Südosten, La Lucerne-d’Outremer im Süden sowie Saint-Jean-des-Champs im Westen.

## Geschichte
1973 wurde die bis dahin eigenständige Gemeinde Le Mesnil-Drey eingemeindet.

### Bevölkerungsentwicklung
| Jahr                       | 1962 | 1968 | 1975 | 1982 | 1990 | 1999 | 2008 | 2018 |
| Einwohner                  | 547  | 565  | 791  | 690  | 760  | 777  | 961  | 1093 |
| Quellen: Cassini und INSEE |      |      |      |      |      |      |      |      |

## Sehenswürdigkeiten
- Kirche Notre-Dame aus dem 17. Jahrhundert
- Kirche Saint-Pierre-et-Saint-Paul in La Beslière aus dem 18. Jahrhundert
- Kirche Notre-Dame-de-l'Annonciation aus dem 17. Jahrhundert in Le Mesnil-Drey

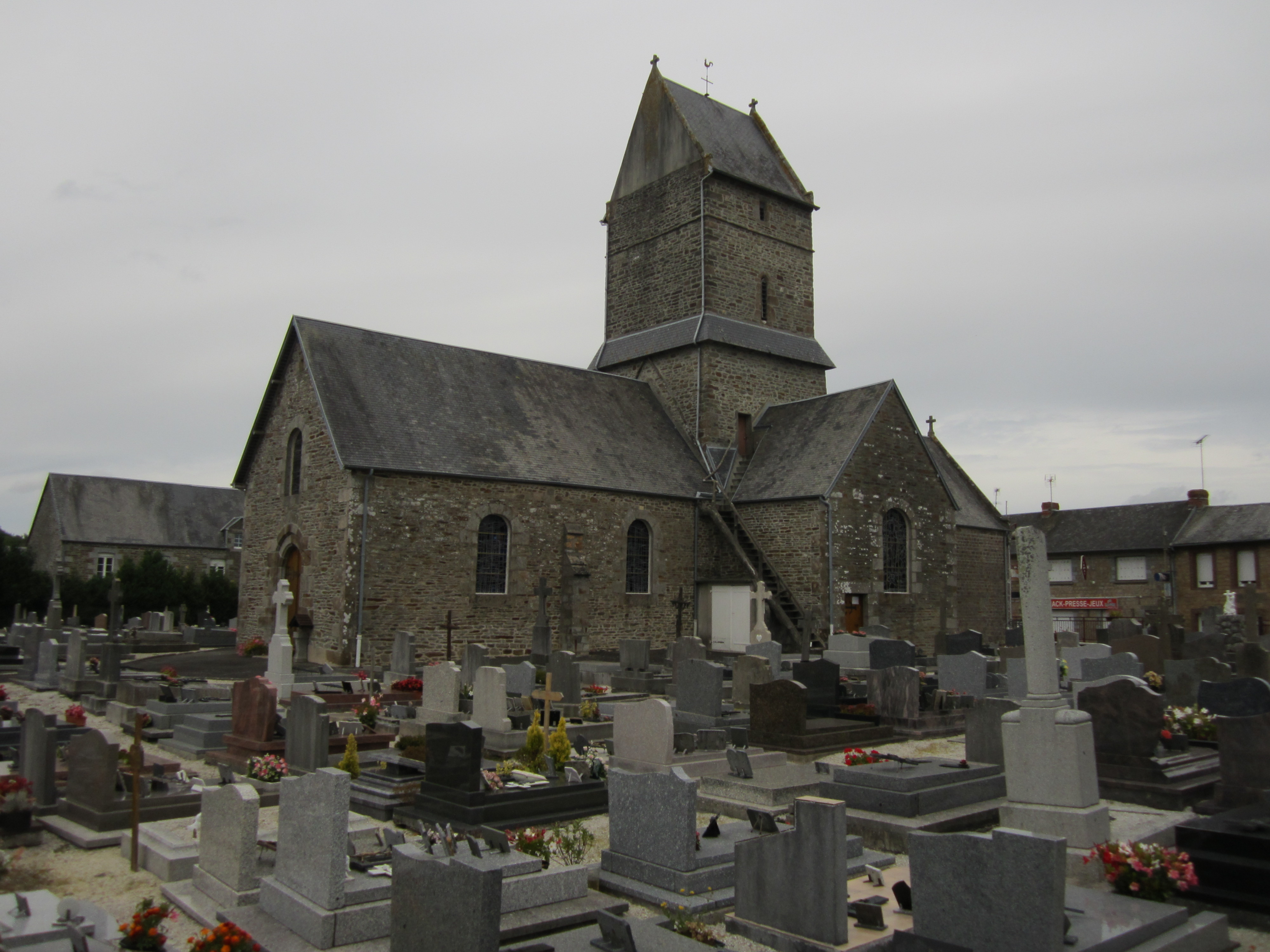
Kirche Notre-Dame in Folligny
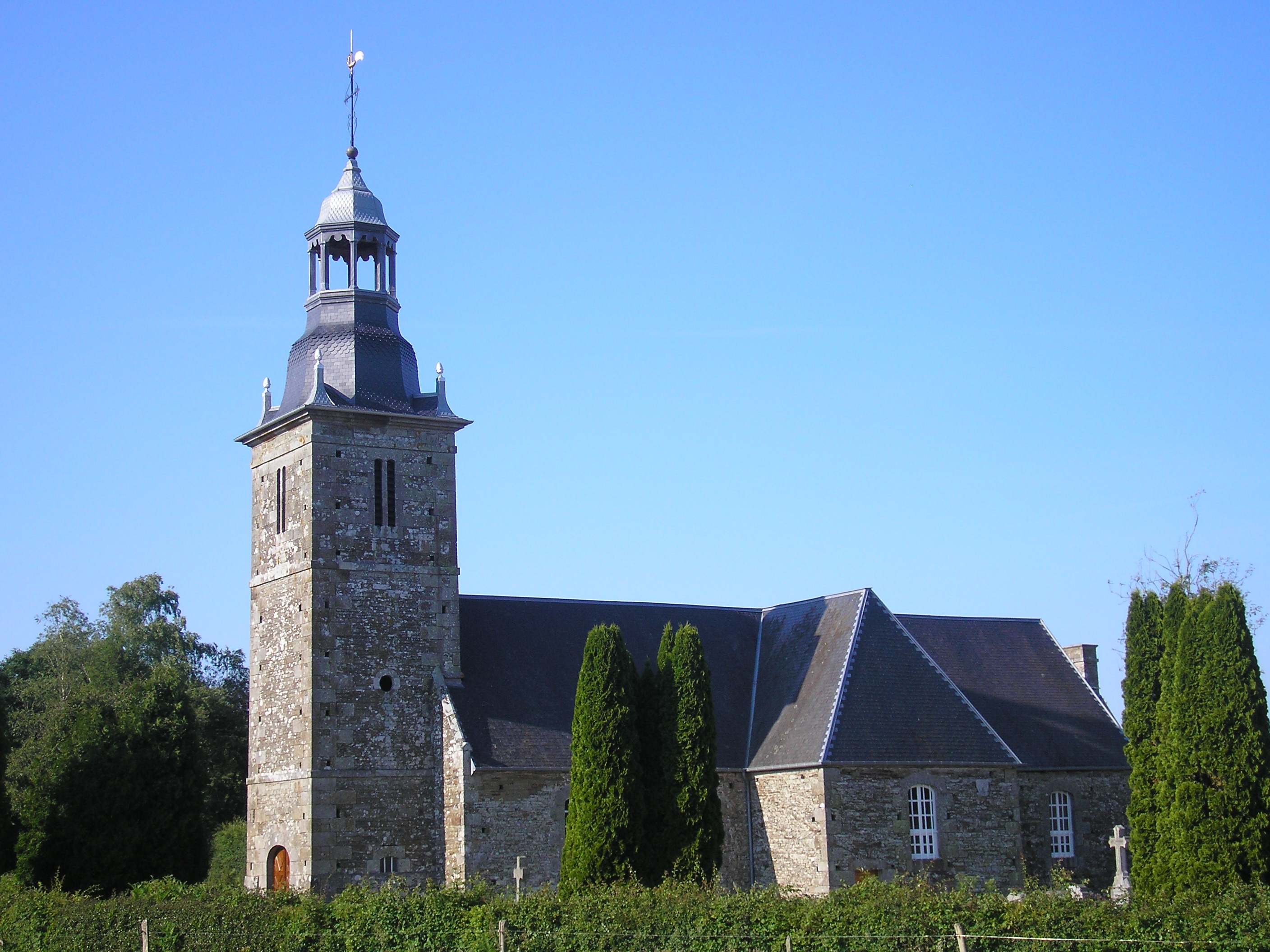
Kirche Saint-Pierre-et-Saint-Paul
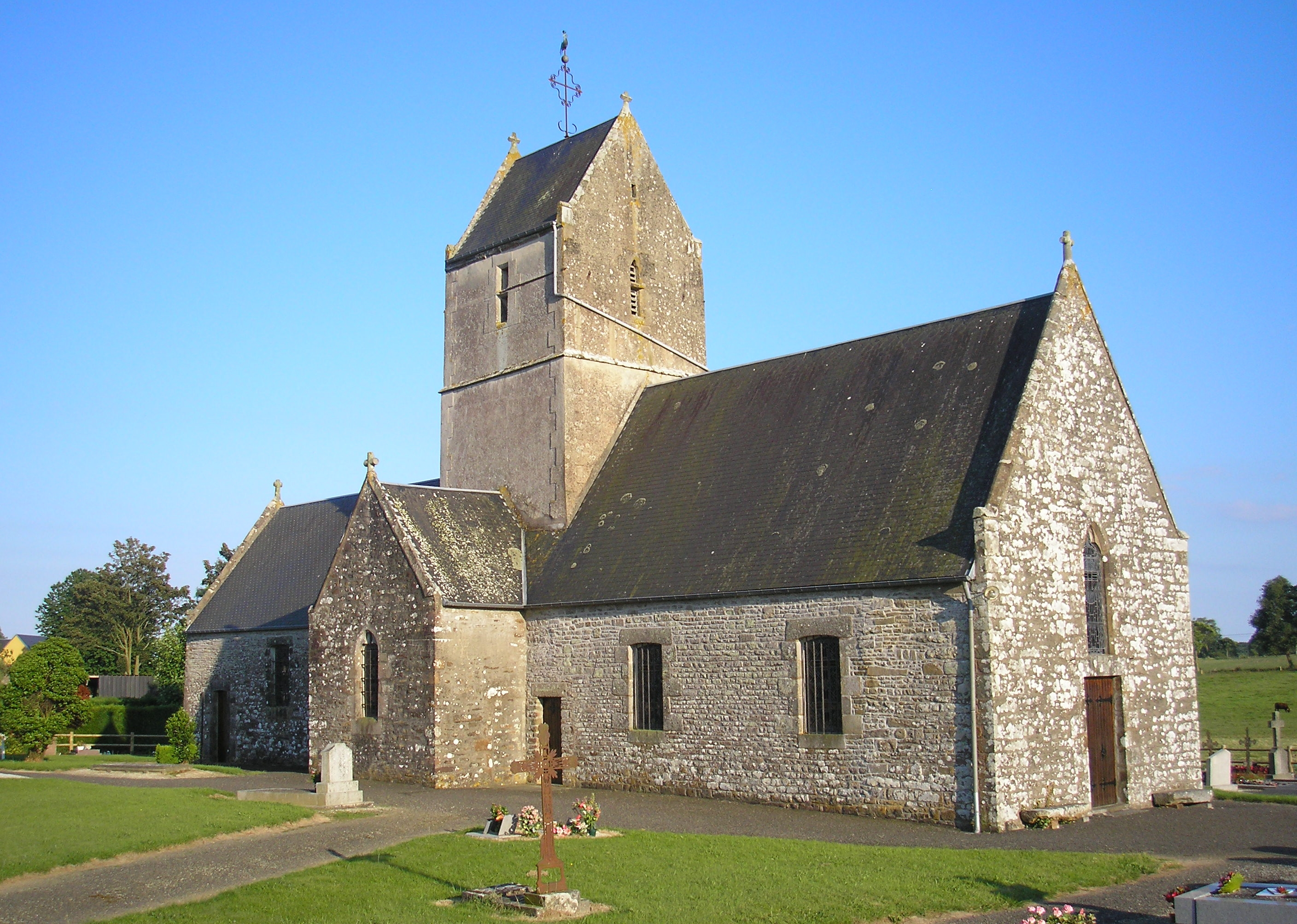
Kirche Notre-Dame-de-l'Annonciation